# Мстув (гмина)
Мстув (пол. Mstów) — сельская гмина (волость) в Польше, входит как административная единица в Ченстоховский повет, Силезское воеводство. Население — 10 117 человек (на 2004 год).

## Демография
| Перепись                       | Всего   | Всего | Женщины | Женщины | Мужчины | Мужчины |
| ------------------------------ | ------- | ----- | ------- | ------- | ------- | ------- |
| Единицы                        | человек | %     | человек | %       | человек | %       |
| Население                      | 10 117  | 100   | 5068    | 50,1    | 5049    | 49,9    |
| Плотность населения (чел./км²) | 84,4    | 84,4  | 42,3    | 42,3    | 42,1    | 42,1    |

## Поселения
1. Бжишув
2. Цегельня
3. Яскрув
4. Язвины
5. Клобуковице
6. Кобылчице
7. Красице
8. Кухары
9. Кусмерки
10. Лятосувка
11. Лущын
12. Малусы-Мале
13. Малусы-Вельке
14. Мокшеш
15. Мстув
16. Седлец
17. Сроцко
18. Гонщык
19. Ванцежув
20. Завада

## Соседние гмины
1. Ченстохова
2. Гмина Домброва-Зелёна
3. Гмина Янув
4. Гмина Кломнице
5. Гмина Ольштын
6. Гмина Пширув
7. Гмина Рендзины